# Strada provinciale 87 Nuova Galliera
La strada provinciale 87 Nuova Galliera è una strada provinciale italiana della città metropolitana di Bologna. Si tratta di una nuova variante al primo tratto della SP 4 Galliera.

## Percorso
Comincia nei pressi di Primo Maggio (Castel Maggiore), al confine con Bologna, viaggia verso nord passando ad ovest di Castel Maggiore e finisce all'altezza dell'immissione nella SP 3 Trasversale di Pianura, in comune di Argelato.